# Sotobañado y Priorato
Sotobañado y Priorato es un municipio y localidad española de la provincia de Palencia, en la comunidad autónoma de Castilla y León. Se encuentra situado junto al río Boedo y rodeado de una abundante chopera. Las fiestas patronales son el segundo fin de semana de septiembre y están dedicadas a Nuestra Señora de los Milagros. Durante los cuatro días de fiesta tiene orquesta musical y la peña juvenil, formada por los quintos de cada año, se encarga de organizar concursos y animarlas.

## Geografía

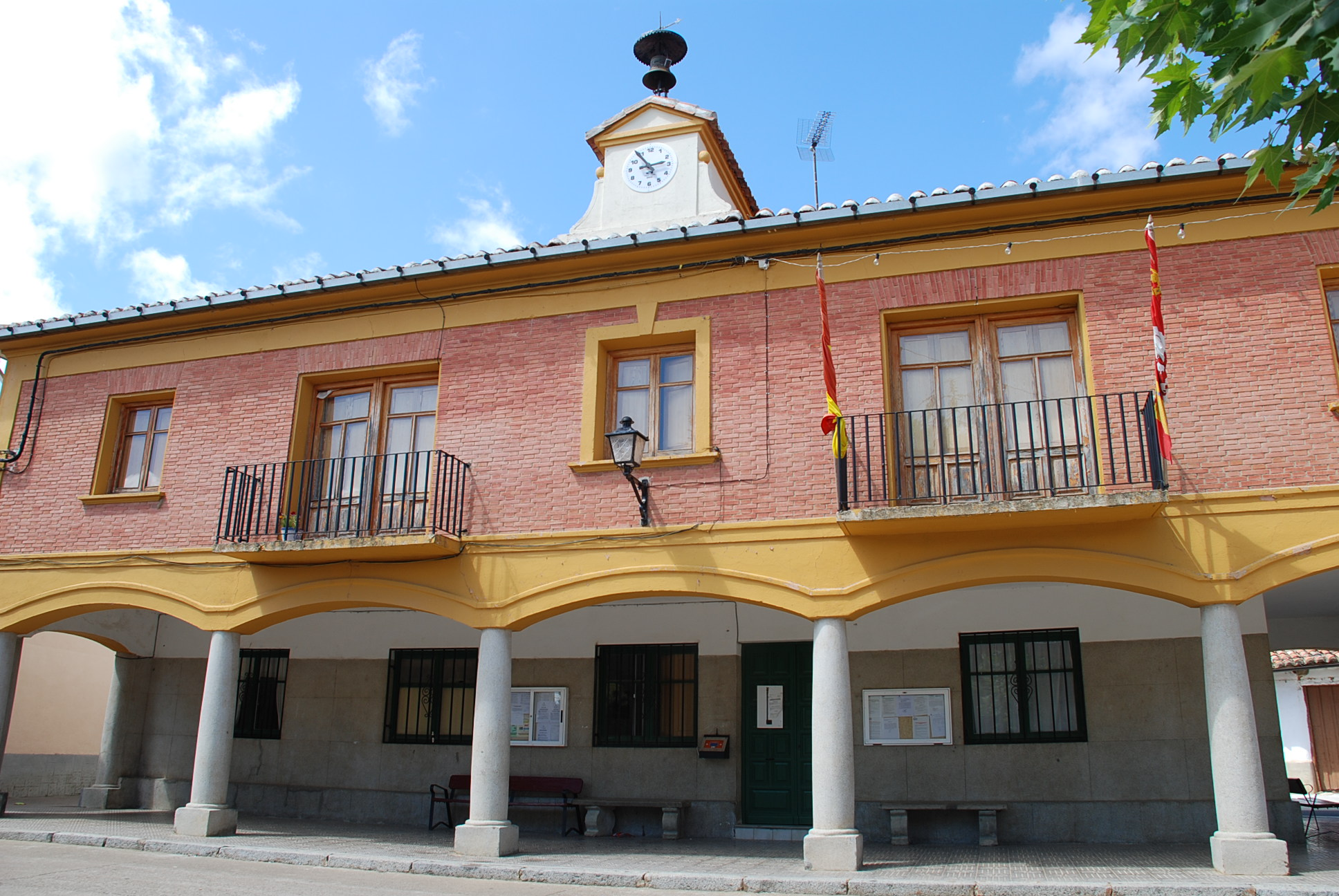
Casa consistorial

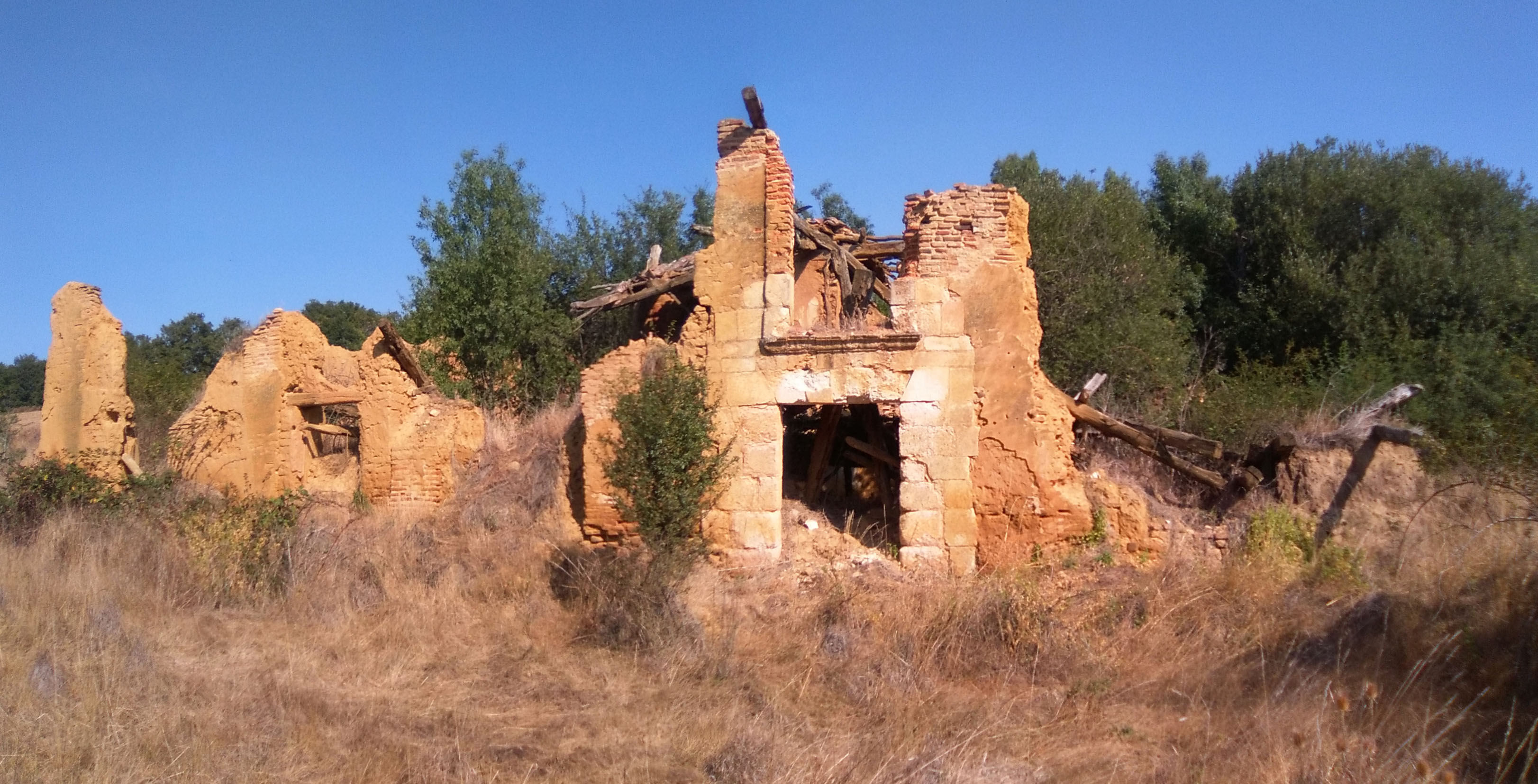
Restos del Priorato de Mañino

El término municipal comprende también la pedanía de Sotillo de Boedo.

## Historia
El 11 de diciembre, se menciona la villa de Sotobañado dentro de la documentación del monasterio santiaguista femenino de Santa Eufemia de Cozuelos, donde la reina doña Urraca otorga la villa de Sotevenado en régimen de realengo a Fernando Románez y a su mujer Sancha.

## Geografía humana

### Demografía
Cuenta con una población de 158 habitantes (INE 2024).
| Gráfica de evolución demográfica de Sotobañado y Priorato entre 1842 y 2021 |
| |
| Población de derecho según los censos de población del INE Población de hecho según los censos de población del INEEn este censo se denominaba Sotobañado: 1842 Entre el censo de 1857 y el anterior, crece el término del municipio porque incorpora a 345120 (Sotillo de Boedo) |

| 1900 | 1910 | 1920 | 1930 | 1940 | 1950 | 1960 | 1970 | 1981 | 1991 | 2014 | 2018 | 2021 |
| 703  | 674  | 571  | 570  | 567  | 599  | 521  | 302  | 221  | 204  | 166  | 145  | 144  |